# Турбаза «Лисицький Бор»
Турбаза «Лисицький Бор» (рос. Турбаза «Лисицкий Бор») — населений пункт в Калінінському районі Тверської області Російської Федерації.
Населення становить 86 осіб. Входить до складу муніципального утворення Каблуковське сільське поселення.

## Історія
Від 2005 року входить до складу муніципального утворення Каблуковське сільське поселення.

## Населення
| 2010 |
| ---- |
| 86   |